# Myxosargus texensis
Myxosargus texensis är en tvåvingeart som beskrevs av Charles Howard Curran 1929. Myxosargus texensis ingår i släktet Myxosargus och familjen vapenflugor. Inga underarter finns listade i Catalogue of Life.